# 棺姫のチャイカ
『棺姫のチャイカ』（ひつぎのチャイカ）は、榊一郎による日本のライトノベル。イラストはなまにくATKが担当している。富士見ファンタジア文庫（富士見書房→KADOKAWA）にて2010年12月から2015年3月まで刊行された。コミック版は、『月刊少年エース』『エイジプレミアム』『4コマnanoエース』にて連載されていた3つがある。2013年7月にアニメ化が発表され、2014年4月から6月まで第1期が、同年10月から12月まで第2期が放送された。

## ストーリー
大陸歴1604年。当時戦乱の真っ只中にあり、戦国時代を迎えていたフェルビスト大陸。「禁断皇帝」、「魔王」、「狂戦王」など数多くの異名を持ち、巨大な魔法帝国「ガズ帝国」を何百年もの間治めていた皇帝「アルトゥール・ガズ」。そのガズ帝国を「諸悪の根源」と呼び、同盟を結んだ大陸主要6か国は、大軍を用いて帝国に侵攻。先陣を切った8人の男女は激闘の末に玉座の間でガズ皇帝を打ち倒し、彼の遺体を分割してそれぞれが持ち帰った。帝国は滅亡し、8人は「八英雄」という称号を得る。そして、戦乱が終わった大陸には平穏な日々が訪れたのだった。
戦時中は偵察・暗殺などの仕事を行う乱破師（サバター）と呼ばれる特殊兵の青年、トール・アキュラ。しかし、平和な時代に不釣合いな乱破師は必要とされず、職も生きる目的も失ったトールは妹のアカリ・アキュラに叱咤されながら怠惰な日々を過ごしていた。そんなある日、トールはある山中で「大きな棺」を背負った少女に出会う。そこで棄獣（フェイラ）の1匹である独角馬（ユニコーン）に襲われるが、魔法師（ウィザード）の能力を活かした少女の助けもあり、その場を切り抜ける。
助けられた少女はチャイカ・トラバントと名乗り、アキュラ兄妹に自身の目的と正体を話す。それはチャイカがガズ帝国の皇帝の娘「チャイカ・ガズ」であり、父を弔うために八英雄が持ち去った皇帝の遺体を集めたいというものだった。アキュラ兄妹は、道中の用心棒としてチャイカの依頼を受け、彼女と共に遺体収集の旅に出る。一方、戦後復興推進機関に所属するアルベリック・ジレット率いるジレット隊や、チャイカそっくりの容姿でチャイカを名乗る謎の少女達も遺体を目的としていた。

## 登場人物
登場人物のネーミングにおいては、自動車関連のメーカー・ブランド・モデル等の名称に基づくものが多く見られる。

### 主要人物
トール・アキュラ
声 - 間島淳司、寺崎裕香（子供時代）
本作の主人公。黒髪、黒瞳を持つ20歳の青年。かつての戦争で活躍した特殊な兵種・乱破師（サバター）の1人だが、初陣前に終戦したために存在意義を失い、デルソラントの街で働きもせずごろごろして過ごす生活を送っていたところ、不思議な少女・チャイカと出遭い、再び生きる意味を見つけることになる。その後はチャイカと妹のアカリ、そして後に仲間に加わったフレドリカと共に、チャイカの目的を叶える（手伝う）旅に出る。
アキュラの里での戦闘能力は優秀だったが、喜怒哀楽などの感情がすぐ表に出る、他人の死を気に掛けるといった点が乱破師としては不向きであるとされ、先輩格にあたるシンからは乱破師に向いていないと言われていた（幼い頃に商隊の娘のハスミン・ウーロに恋心を抱いていたが、後の彼女の死を受けより感情の揺れが酷くなった）。一見短絡的にチャイカに同行したのも、彼なりの理由があった（元々孤児であったトールにとって乱破師は憧れ・生きる目的そのもので、戦乱が終わり乱破師が必要されなくなった今の世界を変えてやるという信念を抱くが、たった一人では何も出来ないでいた所にガズ皇帝の娘のチャイカと出会い、世界を動かす芯、争乱の中心になりえる彼女の側にいれば乱破師の仕事もあると考え、世界を変えれると信じて行動を共にした。反面、ハルトゲン公国の武芸大会の際には、自分の夢をチャイカに押し付けてしがみ付いていただけだと、多少なり後悔している）。
主に2本の小剣と手裏剣（スローイングダガー）を武器として扱い、調息と自己暗示によって一時的に身体能力を高める＜戦魔（アキュラ）衆>の奥義＜鉄血転化＞を使う。トール愛用の小剣は機剣（コンブレイド）と呼ばれている代物であり、手のひらと剣の柄にある紋章を合わせると気脈が延長され（痛覚除く神経システムが接続されたようなもの）、得物を自身の一部のように扱えるようになる。第9巻のラストにて、ついにフレドリカと契約を結び「竜騎士」となる。
そして、復活したアルトゥール・ガズから世界の真実を聞かされ、シンとアルベリックとトールの三人で世界を三分の一ずつ統治するよう提案されるが拒否し、『昇神装置』を登って新たな『神』になろうとしたアルトゥールを白チャイカやフレドリカと共に追いかけ、アルトゥールを交戦の末に討ち取った。しかし、『昇神装置』を降りるために魔法を使い過ぎたことで記憶に欠落が生じ、同じく記憶に欠落が生じた白チャイカと記憶を照らし合わせて、自分たちが何者であるかを理解するまでに1年近くかかった。その直後にアカリや赤チャイカと再会し、チャイカの『本物』や『偽物』を探し続けた末に、白チャイカと共に新生ガズ帝国を名乗る武装集団に「ルーク」という偽名で入り込み、「チャイカ・ガズ」を自称していたユリエ・ゴードンの正体を見極めた上で、今後も「新生ガズ帝国」という看板を使ってチャイカの『本物』や『偽物』をおびき出し続けるためにタチア子爵領を制圧した。そして、ユリエに今後も「チャイカ・ガズ」を続けるように頼み、それをユリエが承諾した直後にアカリから誰を嫁に迎えるかを問われ、結局はアカリ・白チャイカ・赤チャイカ・フレドリカ・ユリエたち全員を娶ることになった。また、フレドリカから「チャイカ」とは別に新生ガズ帝国を率いる皇帝役が必要だと言われ、これもトールが引き受けることになった。
こうして、新生ガズ帝国は領土こそかつての十分の一程度だが『北方の眠れる竜』として恐れられ、後に新生ガズ帝国の皇帝となる『竜帝』トール・ガズは〈クリーマン機関〉を通じて裏で連合王国と話をつけて、表向きは連合王国と緩やかな対立を続けていくことになる。
チャイカ・トラバント
声 - 安済知佳
本作のヒロイン。長い銀髪に紫の大きな瞳と、自身よりも大きな棺を背負った姿が特徴的な少女。年齢は14、5歳（外見）。白い髪飾りと、白と黒を基調とした服を身に着けている。かつての禁断皇帝「アルトゥール・ガズ」の娘の「チャイカ・ガズ」を名乗り、彼の「遺体」を探し求め、遠い地からデルソラントへやってきたものの、山で遭難していたところでトールに出逢い、彼と行動を共にする。ガズ帝国の出身で、ラーケ語という言語を主に使うため、作中で使われる言語（大陸公用語）を使う際は片言になる。なお、区別上として「白のチャイカ」と呼ばれることもある。
後に新生ガズ帝国の皇帝となる『竜帝』トール・ガズの妻の一人となる。
職業は魔法師（ウィザード）で、普段は棺の中に収納してある機杖（ガンド）を用い、魔法を使う。魔法師は機杖を用いて魔法を発動させることが可能だが、温度、湿度、気圧などの条件があるために微調整の必要があり、近距離戦には向いていない。使用の際には、うなじにある紋章（機剣とはまったく別物）を接続索（首輪に縄がついているようなもの）に描かれている紋章に当てなければならない。
アカリ・アキュラ
声 - 原優子
トールの妹。長い黒髪と黒い瞳を持つ少女。年齢は17歳だが、トール曰く「『可愛い』よりも『美しい』と評価したほうが違和感が無い」とのこと。兄と同じく乱破師だが、兄と違って仕事をしているため、主な収入源となっている。兄妹といっても拾われてきた孤児であり、アキュラの里の同じ集落で育てられたというだけで血縁関係はない。トールを敬愛しているが、間違えた愛情を抱いている面もあり、家に篭って働こうともしない姿を見ても、「やればできる」と信じて疑わず、それでいて、「ちょっとだらしなかったり」「ちょっとダメダメだったり」など、実際には悪態をついているなど、言葉の端々にそれが見て取れる。アカリがトールに執着する原因は、幼い頃のハスミン・ウーロの死が深く関係している。当時、アキュラの里を度々巡回商人の一人である彼女が訪れていたが、ある際に山賊の襲撃で商隊が全滅しハスミンも命を落とした（元々、里から迎えの使いが出る予定だったが、アカリが周囲の大人やトールに認めてもらいたい軽い気持ちで仕掛けた罠に連絡役が引っ掛かり、商隊と合流するタイミングがずれ、賊に襲われてしまった）。不幸な偶然が重なっただけでトールもアカリを咎めなかったが、アカリはハスミンの死とその日以来変わってしまった兄に強い罪悪感を抱き、トールを支えることを決意した。
最終決戦の最中にトールや白チャイカと離れ離れになり、最終決戦後も赤チャイカたちと共にトールたちを探し続けるが、半年後にセルマがダヴィードの子を妊娠したことで二人を旧ハルトゲン領近くの村に残し、赤チャイカと共に捜索を続けた。その半年後にトールたちと再会し、チャイカの『本物」や『偽物』を探し続けた。
後に新生ガズ帝国の皇帝となる『竜帝』トール・ガズの妻の一人となる。
使用武器は鉄槌。本人曰く、10年ほど前から使用している愛器らしい。
フレドリカ
声 - 斎藤千和
金髪赤目の少女。しかし、正体は棄獣（フェイラ）の一種である装鎧竜（ドラグーン）が変身の魔法を用いて形を変えたもの。そのため、通常の武器では傷つけることも難しく、脱皮として自身の体（皮）を脱ぐこともできる（一見、死んだと見せかけるなど、敵の裏をかける）。かつての八英雄達の顔はドミニカを通じて見知っている。
八英雄の1人、ドミニカ・スコダの姿に化けていたが、トールとの激闘の末に正体が露呈した後、殺し合いをするためにチャイカ一行に付いていくようになる。しかし、無邪気で大雑把な性格どおりに行動は気ままで、ネコのようにふらりと消えてはまた突然出てきたりする。トールのことを殺そうとしており、奇襲などを仕掛けてきたりする。後に段々とトールに対する殺意は収まっていくが、反対に彼と装鎧竜として竜騎士の契約を結ぼうとして、9巻の終盤で遂にトールと契約した。ハルトゲン公国での武芸大会の際は、フレドリカ・スコダと仮名を名乗り、ドミニカそっくりの容姿でトールとコンビを組んで戦った（アニメではアカリとコンビを組んだ）。
後に新生ガズ帝国の皇帝となる『竜帝』トール・ガズの妻の一人となる。

### 戦後復興推進機関（クリーマン）
アルベリック・ジレット
声 - 細谷佳正
ヴィーマック王国の騎士であり、戦後復興推進機関のジレット隊隊長。容姿はイケメンな優男だが、聡明で部下思いであり、剣技にも秀でている。上層部からチャイカの捕縛とガズ皇帝の遺体の捜索を命じられるが、チャイカ一行の追跡や彼らとの戦闘を通じて「チャイカ」の正体や目的に疑問を抱くようになる。カヴァーニ公爵討伐の命が王国軍に出された際には、航天要塞「ソアラ」内に忍び込んでいたズィータとヴィヴィが逃げる時間を稼ぐため、討伐軍先遣隊の指揮官テオバルトと対立し、傷つきながら彼を倒したもののその直後に雑兵の攻撃で左腕を切断され、ソアラの墜落に巻き込まれる。それによって死亡したと思われたが、実はギイの下に連行されており、「一度死んだ君をエンペリオンの暴走を防ぐための駒にする」と告げられて記憶や精神を操作され、9人目の御遣いとなってしまう。ハルトゲン公国の武芸大会では顔に「玖」の仮面を付け、ヴィヴィやトール達と剣を交えた。トールとの激闘で直されていた左腕をまた切断された際に意識が戻りかけるが、その後もギイに付き従っていた。しかし、アルトゥール・ガズが復活した後、完全に自意識を取り戻し、ジレットとしてヴィヴィらに合流する。最終決戦直前に、竜騎士になったトールによって左腕が再生された。なお、ガズ皇帝が倒された後にはヴィヴィと結婚しており、コンラートからは機関長の座に付かないかと誘われている。
アニメではテオバルトと対立するまでは原作と同様だが、彼と剣を交える前に航天要塞の魔法攻撃に巻き込まれて死亡扱いとなり、腕ではなく所持していた剣が遺品となった。その後は洗脳された状態でギイではなくハルトゲンの下におり、ヴィヴィに腕を切り落とされて記憶を取り戻す、という展開を迎える。その後、最終回にて参謀に昇進したコンラートに代わり、新しい機関長の座に就いた。
ニコライ・アフトトル
声 - 佐藤健輔
ジレット隊の副官を務める巨漢。元傭兵。トールと同じく機剣（コンブレイド）を武器として扱い、彼らとも幾度となく戦闘を重ねる。ジレットの戦死後はヴィヴィと共にハルトゲン公国の武芸大会に出場し、試合で対峙した「玖」の仮面の男がジレットであることを知って驚愕する。
ヴィヴィ・ホロパイネン
声 - 野水伊織
ジレットの従者の少女。長い金髪が特徴で、ジレットを敬愛している。針を武器にする暗殺者。元は孤児。乱破師には良い印象を持っておらず、トールを毛嫌いしている。航天要塞「ソアラ」にズィータと共に潜入した際は、トール達としぶしぶ共闘している。ジレット戦死の報告を聞いた際にチャイカの“因子”が覚醒し、髪と瞳の色が銀と紫に変化して部隊の仲間に襲い掛かるが、取り押さえられて正気に戻る。その後、目の前に現れたギイから自身の変化の真相を聞かされる。ハルトゲン公国の武芸大会の試合ではジレットと再会するが、彼の変貌に激しいショックを受ける。しかし、後に意識を取り戻したジレットと再会し、感涙する。
最終決戦後、ジレットと結婚した。
ズィータ・ブルザスコ
声 - 幸田夢波
ジレットの従者の眼鏡少女。魔法師であり機工士。戦闘能力は低いが、各種機械の整備・補修を行い、隊を裏から支える。ヴィヴィと違って臨機応変な思考に長けており、航天要塞「ソアラ」に彼女と共に潜入した際には、先に潜入していたトール達の確保より共闘しての脱出を選んでいる。ニコライとヴィヴィがハルトゲン公国の武芸大会に出た際は、マテウスやレオナルドと共に首都ゲランソンの城内に潜入するも、黒のチャイカの手で全員捕えられてしまう。
マテウス・キャラウェイ
声 - 森嶋秀太
ジレットの従者の男性。禿げ頭の魔法師で、精神操作系魔法を得意とし、使い魔として動物や棄獣を使役できる。棄獣の場合は独角馬（チャイカを追っていた時）や奇眼鳥（トール達との戦闘時）などを利用していた。
レオナルド・ストーラ
声 - 山本和臣
ジレットの従者の少年。人工的に作られた「亜人兵」であり、隊の斥候役。ジレットがガヴァーニ公爵討伐軍先遣隊と敵対した時は彼に加勢し、戦闘後にはジレットの片腕（アニメではジレットが持っていた剣）を遺品として隊の仲間の元へ持ち帰った。
ベネディクト・カンパーニャ
戦後復興推進機関の実動部隊の一つであるカンパーニャ隊を率いる騎士。部隊の人数は10名。ジレット隊と比べて戦中から彼の指揮の下に構成されており、隊員の一体感が強い。現在はコンラートの命でシャモニ遺跡群の一つを調査している。
コンラート・シュタインメッツ
声 - 金尾哲夫
戦後復興推進機関の機関長。ジレットの上司。取り組む案件の多さや、紛糾する各国会議などに悩む苦労人。真面目な性格で、部下への気遣いも忘れない。ジレットの死亡後、残されたジレット隊の隊員達から「チャイカ」についての真相を聞かされる。ジレット隊からはクリーマン機関から離脱することを伝えられたが、彼らの除籍はまだ保留にしている。
カレン・ボンバルディア
声 - 大空直美
コンラートの補佐官。眼鏡を掛けた女性。

### チャイカ・ボフダーン一行
チャイカ・ボフダーン
声 - 藏合紗恵子
チャイカ一行が出会ったもう1人のチャイカ。区別上『紅のチャイカ』と呼ばれる。ショートカットの銀髪に紫の大きな瞳と、自身よりも大きな棺を背負った姿が特徴的な少女。年齢は14、5歳に見える。紅い服と髪飾りを身に着けている。ガズ帝国の出身者。職業は剣士で、『蛇咬剣（蛇腹剣）（スネークブレード）』の使い手。剣自体は機剣（コンブレイド）であり使用者の意思に反応して自在に動かせる。仲間としてダヴィードとセルマを引き連れている。トール達とは互いに敵であり状況によっては味方にもなる複雑な関係で、ガズ帝国国外の孤島での戦闘やハルトゲン公国の武芸大会では彼らと共闘している。
後に新生ガズ帝国の皇帝となる『竜帝』トール・ガズの妻の一人となる。
アニメではトール達に捕縛された際に名前を名乗らなかったため、アカリに「ネバネバ」という仮名を付けられてしまった。
ダヴィード
声 - 勝沼紀義
チャイカ・ボフダーンの仲間の男性。楽観主義的な槍使い。槍の扱いにはトールも認めるほど長けている。ガズ皇帝討伐後はセルマと結婚しており、もうすぐ2歳になる子供がいる。
セルマ・ケンワース
声 - ブリドカットセーラ恵美
チャイカ・ボフダーンの仲間の女性。赤髪と浅黒い肌が特徴。魔法師であり傭兵。最終決戦から半年後に、ダヴィードの子供を妊娠した。

### 八英雄
クレイ、アラン、クローディアの3名は原作ではシュファテンのガズ帝国攻防戦時の回想シーンにしか登場せず、チャイカやトール達と出会うエピソードも存在しない。
ロベルト・アバルト
声 - 土師孝也
城塞都市デルソラントを治める領主。武門の出身だが、過去に腕の粉砕骨折で武器を満足に扱えなくなったために騎士の道を絶たれ、魔法師の道を選んでいる。チャイカとも（ガズ帝国の帝都攻略戦時に）面識がある。トール達の襲撃を受け、遺体を媒体に屋敷全体を機杖（ガンド）として彼らを迎え撃つが、最終的に遺体を奪われてしまう。
ドミニカ・スコダ
声 - 斎藤千和
ラティスン市周辺地域を領土として下賜された女竜騎士。没落した騎士の家系で、両親を失い妹のルツィエと2人で細々と暮らしていた。家と妹のために、武勲を挙げようと戦場に出かけ竜騎士となり、ようやく報償を貰って帰ってきたが、既に妹は不幸な事故で死んでいた。事実を知った彼女は元凶の領民達を殺害し、その後は自身を責め続けて失意の内に病で亡くなった。チャイカ一行が出会った彼女はフレドリカが変身していたもの。アニメでは病死は同じだが妹関連のエピソードは描かれていない。
シモン・スカニア
声 - 木下浩之
ケーニグセグ王国の魔法師。過去に自分の所属する部隊が大規模殲滅魔法攻撃を受け、ただ1人の生き残りとなる。信頼していた妻と戦友に裏切られたことを知った彼は、2人を殺害して復讐を果たし、戦後は王国から逐電する。その後は徹底的な人間不信となり、「還らずの谷」と呼ばれる場所に広範囲の幻影・精神支配魔法をかけ、谷に人々を引き込んでは互いに殺し合いをさせて愉悦していた。チャイカ一行が彼の下にたどり着いた時には既に死んでおり、彼の遺体は屍蝋化していた。
アニメでは存命だが廃人同然の世捨て人になっていた。谷の魔法が解かれた後、出会ったトール達へ素直に遺体を渡した。
シュテファン・ハルトゲン
声 - 山野井仁
ハルトゲン公国の公王。年齢は30代後半。代々「饗宴王（バルタザール）」の字を受け継いでいる。かつては八英雄のリーダー格であり、武術の達人でもあった。ガズ帝国攻防戦時、玉座の間で居合わせた皇帝の娘（チャイカ）の首を刎ねて殺した人物。所持する遺体を優勝賞品として国内で武芸大会を毎年開いている。以前は普通の執政をしていたが、アリーナとイリーナを養女として迎え入れた頃から雲行きが変わり、武芸大会に全てをつぎ込むようになったため、国民の不満が蓄積している。皇帝の遺体が全て揃った際、もはや用済みとされてチャイカ・カマズの命で殺された。
クレイ・モーガン
声 - 岩崎ひろし
八英雄の一人。ガズ帝国攻防戦時の兵種は機槍士（コンランサー）。
アニメでは港町に住んでいたが、ガズ皇帝の幻影にいまだ怯えており、それを紛らわすために屋敷へ芸人を集めて笑いを求めていた。トール達が訪ねてきた際、遺体の話を聞きチャイカの姿を見たことで恐慌状態に陥り逃走。自分を追って来たトール達へ襲い掛かるも取り押さえられ、その後に所持していた遺体と沖合の孤島へ渡るための船を提供した。
アラン・トラモンターナ
八英雄の一人。ガズ帝国攻防戦時の兵種は槍使い。子爵の地位を持つ。
原作とアニメ双方で唯一、過去の回想シーンにしか登場しない。遺体を売却した英雄もいたため、彼がそうだと考えられる。
グレン・ドンカーブート
声 - 牛山茂
八英雄の一人。ガズ帝国攻防戦時の兵種は弓士。年齢は60歳前後。「弓聖」という異名が付くほど弓の腕は超人的。ドイルという息子がいる。第12巻収録の「グレン・ドンカーブート編」においてトールやチャイカ達と出会い、彼らにある頼みごとをする。
アニメでは山小屋のような所で一人暮らしていたが、所持していた遺体をチャイカ・ボフダーン一行に奪われてしまった。
クローディア・ダッジ
声 - 勝生真沙子
八英雄の一人。ガズ帝国攻防戦時の兵種は魔法師。
アニメでは戦後にブドウ園やワイナリーを経営し、職を失った兵士達に働く場を提供している。出会ったチャイカ一行と、遺体を掛けて正々堂々と魔法勝負で渡り合う。チャイカに対しては魔法発動についてのアドバイスを行っている。所持していた遺体は全く魔法思念料として利用していなかった（本人曰く、「（使うには）なんとなく抵抗があった」とのこと）。魔法勝負でチャイカ達に一本取られた後に遺体を贈呈し、ガズ皇帝の遺産の話や残りの八英雄の居場所を教えて、出発するチャイカ達を見送った。

### 八英雄の関係者
ルツィエ・スコダ
ドミニカ・スコダの妹。姉想いの優しい性格。スコダ家の財産を領主を馬鹿にする領民達に奪われたあげく、暴力を振るわれて頭をぶつけ、その傷が元で亡くなった。アニメには登場しないが、原作で彼女が着ていた服を少女化したフレドリカが身に着けている。
アリーナ・ハルトゲン、イリーナ・ハルトゲン
声 - 有賀由衣（アリーナ）、嶋村侑（イリーナ）
ハルトゲン公国の姫君。双子の女性で、区別上『黒のチャイカ』。公王のシュテファンに取り入り、遺体を集めている。シュテファンの実子ではなく、養女。彼女らをよく思わない人々からは「双子の毒婦」と揶揄されている。しかし、アリーナ、イリーナ共に、本当の黒のチャイカ（チャイカ・カマズ）にとってはただの器に過ぎなかった。
チャイカ・カマズ
声 - 丹下桜
ハルトゲン公国に潜み、アリーナやイリーナを含む7人のチャイカ達（魔法による精神操作で側に置いていた）と遺体を集め、皇帝復活を願っていたチャイカの一人で、真の『黒のチャイカ』。下着のような黒い衣装を着る。武芸大会に出た白や紅のチャイカ、ジレット隊の面々を人質に取り、トール達が所有していた遺体をも手に入れた彼女は、復活の秘術を行うため全ての遺体を結合させ、自ら食し始める。その後、アルトゥール・ガズが彼女の下半身を分断して生誕したため、そのまま命を落とした。
アニメではアルトゥール・ガズ復活後も生存しており、黒い外殻のようなものを背に戦闘に参加、アカリや紅のチャイカと交戦するも、敗北した。
シン・アキュラ
声 - 櫻井孝宏
トールやアカリ達と同じアキュラの里出身の乱破師。ハルトゲン公国お抱えの乱破師として、流派が違う六ッ星衆と共にシュテファンに仕えている。トール達よりも二つほど上の世代で、戦闘能力も優れる。トールのかつての教育係であり、彼が乱破師に向いていないことを見抜いている。公国ではアカリ達を人質に取る。アルトゥール・ガズ復活の混乱でシュテファンが死に、茫然自失していた所をガズ皇帝から勧誘される。その後はガズに忠誠を誓い、体をエンペリオンに改造されてアカリや紅チャイカチーム、ジレット隊の面々を相手取って終始有利に戦いを繰り広げるが、最後は彼女達の連携に敗れ、死亡した。
アニメでは竜騎士となったトールと戦うが敗れ去った。

### ガズ帝国
アルトゥール・ガズ
声 - 手塚秀彰
「魔王」、「禁断皇帝」、「大賢者」、「狂戦王」、「賢帝」など数多くの二つ名を持っていたガズ帝国の皇帝。300年近くに渡り帝国を治めていたと言われ、戦国時代にあった当時のフェルビスト大陸に多大な影響を与えていたが、大陸歴1604年に彼と帝国を「諸悪の根源」と呼び同盟を結んだ大陸主要6ヶ国の侵攻を受け、帝国は滅亡。その後、彼の遺体は後に八英雄と呼ばれる人々に持ち去られた。
本来の彼の名前は『エンペリオン』で、「神」から世界という生け簀の管理を命ぜられた装置である。アルトゥール・ガズという名は現世での名前でしかない。ギイとは敵対関係にあった。肉体は器にしかすぎず、八英雄に討たれて死んだ後も復活できる策を用意していた。第9巻にて、チャイカ・カマズが集めた全ての遺体を使った秘術でついに復活を果たす。その際はギイが送り込んだ御遣い達をニーヴァが変化した神器で一蹴するなど、かつて以上の強大な戦闘能力を発揮した。そして「神」を殺し、その座に自らがなるべく行動するが、トールとチャイカ達の妨害を受け、最後はチャイカが放った「ザ・アニヒレイター（滅ぼし殲くすもの）」により消滅した。
ヴィクトル・イズマッシュ
声 - 小室正幸
ガズ帝国の魔法技術院の副院長。ガズ皇帝の密命を帯び、ガズ帝国国外の孤島に作られた錬金術研究所の長となる。帝国が滅び皇帝が亡くなった後も研究を続け、ガズ帝国の「遺産」を使って皇帝の成し得なかった夢を果たそうとする。遺体の噂を流してやってきたチャイカ（と名乗る少女達）を殺して解剖し（脳の記憶を奪うため）、擬獣（フェイカ）や擬人兵と呼ばれる棄獣や亜人兵を改造・複製した動物や兵士を人工的に作り出していた。
原作では反乱を起こした亜人兵達に殺害されたが、アニメではニーヴァの力を借りたチャイカの魔法攻撃を受け命を落とした。
ニーヴァ・ラーダ
声 - 平井祥恵
棄獣の体や機杖の素材を使って作られた生きているガンド（魔法機杖）。脳組織の移植で4種類の棄獣の因子を与えられ、骨格そのものが複合的な魔法機杖として機能する。強大な力を秘めているため、イズマッシュからはガズ帝国の「遺産」と呼ばれており、大切にされていた。外見は紫の髪と金と銀（アニメでは赤と緑）のオッドアイの瞳を持つ少女の姿だが、上記の理由から体には多くの手術・縫合痕がある。島にやって来たトール達と出会い、チャイカに懐いてしまう。本来の彼女の用途は、皇帝のアルトゥール・ガズが配下の魔法技術者達に開発させていた彼の専用の「神器」であり、魔法増幅器。
キリル・タトラ47
声 - 興津和幸
イズマッシュ配下の亜人兵部隊の隊長。部下達とともに孤島の研究所へと連れて来られ、イズマッシュや彼の仲間の魔法師の下で長期間働いていた。彼らの自分達を見下した態度や、亜人兵としての活躍の場がないことに憤りを感じている。トール達と交戦するが、後にイズマッシュらに対して反乱を起こし、彼が死んだ後もウルスラと共に島へ残った。
ウルスラ・タトラ12
声 - 東山奈央
キリルの部下の女性亜人兵。彼を慕っている。

### リカルド・ガヴァーニ一味
リカルド・ガヴァーニ
声 - 緒方恵美
ガヴァーニ公爵の末の息子。航天要塞「ソアラ」内でトールやチャイカと出会い、当初は公爵家を家令のグラート・ランシアに乗っ取られた気弱な少年を演じていた。実際には身分のみが本当であり、ランシアやレイラと手を結び、両親を含む家族・親族は自身が全員殺害していた。生物を殺すことにかけて天性の才能があり、常に殺人衝動に悩まされている（そのせいで、国民の女性を呼び集め、魔法士燃料を得る目的として大量に殺人行為を繰り返す快楽者となる）。ガズ帝国皇帝のアルトゥール・ガズの信望者で、かつての戦国時代の再来を望み、トールと激闘を繰り広げる。最後はトールに敗れ、瀕死の状態でレイラと語らいながら彼女と運命を共にした。
グラート・ランシア
声 - 東地宏樹
ガヴァーニ公爵の家令。実は魔法師であり、自身の魔法の研究・発展のみを追求し、そのために他人が何人犠牲になろうと全く意に介さない。リカルドやレイラと組んで、航天要塞「ソアラ」を使いヴィーマック王国の転覆・破滅、そしてかつての戦国時代の再来を目論む。最後はアカリ達に成敗された。
レイラ
声 - 牧野由依
グラートやリカルドと共に航天要塞「ソアラ」に乗り込んでた謎の女性。彼らに協力しており、薬研を生成する能力に長けている。ギイとも過去に会ったことがある。航天要塞内にやって来たチャイカに本物のチャイカ・ガズを名乗って、チャイカの真実を語る。区別上『蒼のチャイカ』。リカルドがトールに敗れた後、彼の元へ駆けつけ、要塞の崩壊と共に命を落とした。

### 王族・貴族・軍人
ヴァーノン・アルド・ヴィーマック四世
声 - 村松康雄
ヴィーマック王国の現国王。ガヴァーニ公爵討伐の命を下す。
ジラルド・ガヴァーニ
ガヴァーニ公爵領を治める領主。航天要塞「ソアラ」を所有する。ヴィーマック王国に反旗を翻したとして、討伐軍を差し向けられる。実際は、本人はかなり前にリカルドの手によって殺されていた。
バーナード・チゼータ
声 - 中村浩太郎
ガヴァーニ侯爵討伐を命じられた将軍。航天要塞「ストラトス」の指揮官。航天要塞「ソアラ」との戦闘で副官や部下達を失い、もはやこれまでと察して要塞を自爆させ、散る。
フォーデン
声 - 青山穣
チゼータの副官。航天要塞「ソアラ」との戦闘で死亡。
テオバルト・ゼトラ
声 - 相沢まさき
ガヴァーニ侯爵討伐のための先遣隊を率いる騎士。前に立ちはだかったアルベリック・ジレットと対立。ジレットとの戦いの末に落石に潰されて死亡した。

### その他
ギイ
声 - 村瀬歩
度々トールやチャイカの前に姿を現す謎の少年。神出鬼没で、きちんとした実体を持たない。チャイカ一行に八英雄（遺体所持者）の居場所を教えるなどのアドバイスを行う。レイラやヴィヴィなど他の人物の前にも現れることがあり、何らかの目的を持って行動している。一度トール達を亡き者にしようとし、ガズ帝国国外の孤島で彼らと敵対するが、ニーヴァの力を得たチャイカの手で殺される（消滅する）。しかし、その後もギイという存在は各所で姿を現している。実際の彼は別世界の人間で、この世界へは直接物理的干渉ができない。真の目的は現エンペリオン（アルトゥール・ガズ）の封滅と新しいエンペリオンの育成で、彼を今度こそ倒せるよう、実体を持ち物理的干渉ができる御遣い（アポストロ）という兵士達を作り出し、チャイカ・カマズの行った秘術でエンペリオンが復活した際に彼らを送り込んでいる。その正体は「神」の端末体。
原作では皇帝の遺産がある孤島には近づかないようにトール達へ伝えていたが、アニメでは逆にチャイカ達へ島に行くように告げており、ニーヴァの力を得たチャイカの魔法攻撃を喰らうのも彼ではなく、イズマッシュとなっている。彼の姿は、少年時のガズ皇帝そのものであり、全ては遺体を集めて皇帝を復活させるために行動していた。
ハスミン・ウーロ
声 - 小日向茜
トールが子供の頃に住んでいたアキュラの里を、度々訪れていた巡回商人の商隊の娘。トールの初恋の相手でもあった。妊娠中だったある日、彼女の商隊は山賊に襲われ、彼女もお腹の赤ん坊と共に命を落とした。後に彼女達を襲った賊は、トールの里の者達により全員が殺された。
フーゴ・カールソン
ハルトゲン公国の国教「ナザ真教」を信仰していた僧兵。アリーナとイリーナの手によってナザ真教が廃されたため、仲間と共に還俗し彼女らを殺すために行動する。城に忍び込んだ際にトール達に助けられ、後にトールへ一時的な共闘を依頼する。戦闘力もそれなりに高いが、トール達が武芸大会の試合の相手になり、依頼も断られた上に彼に倒されて敗北した。
チャイカ・ガズ
旧ガズ帝国の後継者を名乗る少女。本名はユリエ・ゴードン。かつて没落したゴードン家を復活させるために、「チャイカ・ガズ」の振りをしてアレクセイと共にガズ帝国復興を建前に人員や資金集めを行っていた。
後に新生ガズ帝国の皇帝となる『竜帝』トール・ガズの妻の一人となる。
アレクセイ・エコラ
チャイカ・ガズ（ユリエ・ゴードン）の側使いの老人。彼女が生まれた時から付き従っている。ユリエに対し、チャイカ・ガズの名を騙るよう進言した。
神
別世界に存在する上位存在で、この世界の「神」に相当するものである。この世界からは空に映る巨大な人影としてのみ認識できる。精神生命体であり想念を食料とするため、世界という「生け簀」を作り、棄獣や人間を創造してその喜怒哀楽をシャモニ遺跡群を通じて収集していた。また人間が効果的に想念を生産するようギイを使ってエンペリオンを生み出し、世界の半分の支配者として魔法文明を発達させ世界が滅びない程度に争わせ続けていた。しかし長い時の間にそれを疎ましく思ったアルトゥール・ガズに反旗を翻され、復活したガズのニーヴァを用いた魔法によりあっけなく殺されてしまう。

### アニメオリジナルの登場人物
ユリア
声 - 佐土原かおり
チャイカ一行が出会った「チャイカ姫」と呼ばれる少女。将軍のマラト（声 - 落合弘治）、大臣のラーヴル（声 - 家中宏）、近衛隊隊長のフロル（声 - 奈良徹）らと共に、「ネオガズ帝国」と称したガズ帝国の再興を目指している。しかし、その実態は貴族や軍人でもない民間人の集団で、盗賊に身を落として近隣の家から金品を盗んでいた。後にユリアが盗みの際に捕まってしまうが、彼女に友情を感じて約束をしたチャイカ（とチャイカにほだされたアキュラ兄妹）に救出されて今までの行為を謝罪し、新たな道を歩むことを誓った。

## 用語
乱破師（サバター）
戦場で活躍する特殊な兵士達のこと。暗殺や攪乱などの裏の汚れ仕事を主な任務とする。国家には属さず、傭兵のように各国に雇われる形で活躍する。乱破師は乱破師だけで独自の集団を作り、そこで生活している。また、アキュラ（戦魔）衆とスバル（六ッ星）衆の二つの流派が存在する（アキュラ衆は多芸化、スバル衆は一芸に特化している）。戦時であれば重宝されるが、いざ平穏な世の中になると不必要とされてしまう。
チャイカ
滅亡したガズ帝国の皇帝、アルトゥール・ガズの娘を名乗る少女達のこと。多くは偽物だが、「本物」なのではないかと疑われるチャイカも存在する。彼女達の特徴は、銀髪と紫の瞳を持つ、記憶の一部に欠落がある、何らかの技能に一つ特化している、興奮すると首に環状の傷跡が浮かび上がる、といった点が共通している。
実際にはチャイカという人間は存在せず、オリジナルのチャイカは既に過去のガズ帝国攻防戦時に八英雄のシュテファンの手で殺されている。今現在フェルビスト大陸にいるチャイカは、原型のチャイカの人格や記憶を元の人格の上から強制的に上書きされた疑似人格を持つ少女達に過ぎない。これはガズ皇帝が近い将来に復活するため仕組んでいた「転生処理機関」と言える秘術（システム）で、帝国の魔法機関で複製・転送された魔法術式を、多くの孤児達の脳内に埋め込まれた魔法術式が受信して発動する。こうして成長し、ある時期に覚醒したチャイカ達は自らを知る家族や友人を皆殺しにして過去の自分を抹消し、皇帝の遺体を集めるようになる。その最終目的は集めた全ての遺体を結合して喰い、体内で皇帝の構成情報を精錬・濾過・再構成して復活させることにある（チャイカ自身はその際に体を引き裂かれて死亡する）。白、紅、蒼、黒など多くのチャイカ達が存在するのはチャイカが滅ぶのを防ぐためであった。最近になるまで目覚める兆候が無かったヴィヴィのように目覚めたり目覚めない個体もいたが、ガズ皇帝当人の言によると最低でもその数は数百も存在する。なお、原作中には他に亜麻色、灰色、紫、緑といったチャイカが登場している。
またチャイカ（Чайка）とはロシア語の女性名詞でカモメを意味（苗字としても実在する）し名前の由来もそこから来ていると思われる。
戦後復興推進機関（クリーマン）
東方七ヶ国直下の多国籍組織。戦後の復興支援に関する各種支援を目的として結成された。クリーマンまたはクリーマン機関と呼ばれる。山賊や犯罪者などへの対応・任務遂行のためにジレット隊、カンパーニャ隊などの実行戦力を持つ。最高責任者は機関長のコンラート・シュタインメッツ。
魔法師（ウィザード）
刀剣を扱う騎士（キャバリア）や弓矢を扱う射手などと並び、機杖（ガンド）を使って魔法を扱う職業に就く者のことをこう呼ぶ。
機杖（ガンド）
魔法師が魔法を撃つ際に使う道具の総称。機杖の長大さと重さ、操作性の煩雑さから携帯・移動しながらの行使には向かないが、射程は長く、時間と準備を掛ければ個人でも城を落とすほどの威力のある魔法を放つことができる。魔法師の中でも強大な力を持っていたガズ帝国の皇帝アルトゥール・ガズの魔法は、山を削り川を干上がらせたと言われている。
機車（ヴィークル）
大型の機杖に分類される自動車。チャイカ一行が手に入れた車両名は「スヴェトラーナ」、ジレット隊の車両名は「エイプリル」。
航天要塞（エリアルフォート）
フェルビスト大陸全土に10基と存在しない超巨大兵器。空中を浮遊・飛行し、小国なら1基で滅ぼせるほどの最強の魔法兵器。形状は円筒状で、内部に数千もの兵士を乗せることが可能。ヴィーマック王国は「ソアラ」と「ストラトス」の2基を所有している。ガズ帝国攻略の際には、3ないし4基が投入されたという。
棄獣（フェイラ）
知能が高く、魔法を使うことができる獣の総称。「双頭犬（オルトロス）」、「奇眼鳥（コカトリス）」、「独角馬（ユニコーン）」、「猛禽獣（グリフォン）」、「大海魔（クラーケン）」、「装鎧竜（ドラグーン）」、「幻想樹（エント）」の全部で7種類が存在する（幻想樹は既に滅亡しており、それを抜いて6種類と表記されることもある）。このうち、装鎧竜と大海魔は人間と意思疎通ができる。装鎧竜は棄獣の中でも最強で、防御に優れる上に変身魔法を扱う。なお、装鎧竜と契約を結んだ人間を「竜騎士（ドラグーン・キャバリア）」と呼ぶ。いずれも「神」が想念を得るために創造した生物だが失敗作であり、ゆえに"棄獣"である。人間は8番目に作られた種族だが想念を多量に生む家畜として成功したため棄獣とはならなかった。
亜人兵
戦国時代末期に、ガズ帝国を含めた各国で研究・創造されていた獣耳や尻尾を持つ「亜人」のこと。妊婦の胎内にいる胎児に対して魔法による干渉を行って人工的に作り出され、高い能力を持ち普通の人間よりも優れた彼らは兵士として活用された。
八英雄
禁断皇帝「アルトゥール・ガズ」を倒し、世界を救ったとされる八人の英雄のこと。八人がそれぞれバラバラになった皇帝の八つの遺体を持ち帰ったとされる。世間では「英雄」と称えられているが、その後は信じていた者から裏切りに遭ったり、俗世間を離れて誰にも知られず亡くなっていたりと、悲惨な余生を送った者も多い。
遺体
八英雄が持ち帰ったとされる八分割されたガズ皇帝の遺体。チャイカと呼ばれる少女達は、この遺体を全て集めることを目的としている。遺体が全て八英雄の下にあるとは限らず、他人に売られてしまったものもある。実際には八分割ではなく、遺体はさらに細分化されているとも言われる。第9巻にて全ての遺体が揃った。
御遣い（アポストロ）
エンペリオン（アルトゥール・ガズ）復活の際、彼を滅ぼすためにギイが用意していた兵士達。彼らは一度死した人間（少なくともそれを認め受け入れた人間）で構成され、思考や信念を持たずただ道具のように動くことしかできない。アルベリック・ジレットを含め9人が存在し、それぞれがかなりの腕利きで、顔には漢数字（旧字）が描かれた仮面を付けている。
シャモニ遺跡群
フェルビスト大陸の各地に点在する謎の地下遺跡。いつ誰が作ったものかは不明で、遺跡の意匠や構造が共通しているのが特徴。主に人里離れた山中や孤島などにあり、調査は進んでいない。戦国時代の最中、ガズ帝国がこの遺跡の確保を優先する戦略をとっていた。正式名はシャモニ遺跡群だが、大抵は「例の遺跡」で通じる。正体は「神」が人間の想念を収集するために設置した装置である。
ラーケ語
滅亡したガズ帝国で使われていた公用語。

## 作中に登場する技
鉄血転化
アキュラの里の乱破師（サバター）が代々受け継いできた奥義。一種の催眠術（自己暗示）のようなものである。
全身の気脈を強制的に活性化させて身体能力を大幅に高めることで、自らの技術を最大限に活用できる状態となる。気脈の活性化によって皮膚上に血のような赤色の刺青のような紋様が浮かび上がり、全身を気脈から漂うオーラのようなものが覆って光の屈折角を変化させるため、目や髪など気脈の影響を受けやすい部位が血のような赤色に染まる。高い身体能力を得られるが、限界時間を越えた使用は、自分の身体を内側から破壊し死に至らしめるために長時間は使用できず、大量のエネルギーも消費するために使用後は戦闘行動を維持できず休息が必要不可欠で、使用した分の栄養を摂取する必要がある。
訓練によってあらかじめ身体に刻み込まれたキーワードを用い、発動や解除を行う。

## 漫画

### 棺姫のチャイカ
月刊少年エース2011年12月号（KADOKAWA 角川書店）より2015年2月号まで連載された。作画は茶菓山しん太。

連載に先駆け、同誌2011年11月号にてプレビューコミックが8ページ掲載された。原作よりの構成だがオリジナルエピソードや描写を加えている、原作2巻を最後まで描き完結した。巻末には原作者と原作イラストのコメントが掲載されている。

### 棺姫のチャイカっか
4コマnanoエース2011年Vol.4より2013年Vol.20号（少年エース2013年1月号増刊）まで連載された。また、月刊少年エースにおいても2014年3月号より集中連載形式で2014年5月号まで連載された。集中連載分の掲載より先に単行本が発売（集中連載分の雑誌掲載より先に単行本に最終回まで収録）。作画はかにかま。

原作とは無関係（スピンオフ）のギャグ4コマ漫画である。

### 学園チャイカ!
デジタルコミック『エイジプレミアム』（KADOKAWA 富士見書房）2014年2月号から2015年1月号まで連載された。作画は水瀬せり。

チャイカたちが高校生に扮し「ガズ学園」を舞台にして、コミカルに描かれたスピンオフ作品である。

## 既刊一覧

### 小説
電子書籍の最終巻には特典として文庫未収録のイラストも収録されている。また、電子書籍の一部の巻には、文庫未収録短編も所収された。
- 榊一郎（著）・なまにくATK（イラスト） 『棺姫のチャイカ』 富士見書房→KADOKAWA〈富士見ファンタジア文庫〉、全12巻
  1. 2010年12月18日初版発行（同日発売[4]）、ISBN 978-4-8291-3596-9
  2. 2011年5月20日初版発行（同日発売[5]）、ISBN 978-4-8291-3640-9
  3. 2011年10月20日初版発行（同日発売[6]）、ISBN 978-4-8291-3692-8
  4. 2012年3月17日初版発行（同日発売[7]）、ISBN 978-4-8291-3740-6
  5. 2012年8月17日初版発行（同日発売[8]）、ISBN 978-4-8291-3793-2
  6. 2013年1月19日初版発行（同日発売[9]）、ISBN 978-4-8291-3848-9
  7. 2013年7月20日初版発行（同日発売[10]）、ISBN 978-4-8291-3913-4
  8. 2014年1月18日初版発行（同日発売[11]）、ISBN 978-4-04-070007-6
  9. 2014年4月18日初版発行（4月19日発売[12]）、ISBN 978-4-04-070090-8
  10. 2014年9月20日初版発行（同日発売[13]）、ISBN 978-4-04-070145-5
  11. 2014年12月25日初版発行（12月20日発売[14]）、ISBN 978-4-04-070148-6
  12. 2015年3月20日初版発行（同日発売[15]）、ISBN 978-4-04-070150-9
    - 「Blu-ray付き限定版」、2015年3月6日初版発行（3月10日発売[16]）、ISBN 978-4-04-070171-4

### 漫画

#### 棺姫のチャイカ
- 榊一郎（原作）・なまにくATK（キャラクター原案）・茶菓山しん太（作画） 『棺姫のチャイカ』 角川書店→KADOKAWA〈角川コミックス・エース〉、全5巻
  1. 2012年3月26日初版発行（3月17日発売[17]）、ISBN 978-4-04-120208-1
  2. 2012年8月26日初版発行（8月21日発売[18]）、ISBN 978-4-04-120337-8
  3. 2013年5月26日初版発行（5月22日発売[19]）、ISBN 978-4-04-120633-1
  4. 2014年3月26日初版発行（同日発売[20]）、ISBN 978-4-04-121061-1
  5. 2014年12月26日初版発行（同日発売[21]）、ISBN 978-4-04-102461-4

#### 棺姫のチャイカっか
- 榊一郎（原作）・なまにくATK（キャラクター原案）・かにかま（作画） 『棺姫のチャイカっか』 KADOKAWA〈角川コミックス・エース〉、全1巻
  1. 2014年3月26日初版発行（同日発売[22]）、ISBN 978-4-04-120651-5

#### 学園チャイカ!
- 榊一郎（原作）・なまにくATK（キャラクター原案）・水瀬せり（作画） 『学園チャイカ』 KADOKAWA〈角川コミックス・エース〉、既刊1巻（2014年6月9日現在）
  1. 2014年6月9日初版発行（同日発売[23]）、ISBN 978-4-04-070181-3

### 画集
- なまにくATK、『なまにくATK画集 棺姫のチャイカ』 KADOKAWA、2015年3月20日発売[24]、ISBN 978-4-04-070271-1

## テレビアニメ
| 原作                                  | 榊一郎、なまにくATK（ニトロプラス） 「棺姫のチャイカ」                        |
| 監督                                  | 増井壮一                                                                      |
| 監督補佐                              | 小森高博                                                                      |
| シリーズ構成                          | 待田堂子                                                                      |
| キャラクターデザイン                  | 新井伸浩、ヒラタリョウ（第2期・サブ）                                         |
| 総作画監督                            | 新井伸浩、諏訪真弘                                                            |
| コンセプトデザイン メカニックデザイン | 片貝文洋                                                                      |
| プロップデザイン                      | ヒラタリョウ                                                                  |
| 棄獣デザイン                          | 草彅琢仁                                                                      |
| 美術設定                              | 金平和茂                                                                      |
| 美術監督                              | 岡本好司                                                                      |
| 色彩設計                              | 岩沢れい子                                                                    |
| 撮影監督                              | 福田光                                                                        |
| 編集                                  | 後藤正浩                                                                      |
| 音響監督                              | 三間雅文                                                                      |
| 音響効果                              | 倉橋静男                                                                      |
| 音楽                                  | 長岡成貢                                                                      |
| 音楽制作                              | フライングドッグ                                                              |
| 音楽プロデューサー                    | 佐々木史朗                                                                    |
| 企画 エグゼクティブプロデューサー     | 安田猛                                                                        |
| プロデューサー                        | 田村淳一郎                                                                    |
| アニメーションプロデューサー          | 渡辺マコト                                                                    |
| アニメーション制作                    | ボンズ                                                                        |
| 製作                                  | 「棺姫のチャイカ」製作委員会（第1期） 「棺姫のチャイカAB」製作委員会（第2期） |

2013年7月にテレビアニメ化が進行中であることが発表された後、同年10月に各メディア向け発表やスタッフ発表が行われた。
2014年4月より6月まで第1期が放送された後、同年10月より12月まで第2期が『棺姫のチャイカ AVENGING BATTLE』（ひつぎのチャイカ アベンジング・バトル）のタイトルで放送された。
監督はテレビアニメ『スクラップド・プリンセス』（本作の第2期放送を記念して公式サイトに開設されたBlu-ray BOX紹介ページでは、「本作の原点」と称されている）やアニメ映画『クレヨンしんちゃん 嵐を呼ぶ黄金のスパイ大作戦』『クレヨンしんちゃん 嵐を呼ぶ!オラと宇宙のプリンセス』の増井壮一、シリーズ構成は『THE IDOLM@STER』や『らき☆すた』の待田堂子、キャラクターデザインは『絶園のテンペスト』の新井伸浩、アニメーション制作は『エウレカセブン』シリーズや『STAR DRIVER 輝きのタクト』のボンズが、それぞれ担当する。
なお、2015年3月発売の原作単行本第12巻特装版には、テレビ未放送のオリジナルアニメがBDで収録された。

### 主題歌

#### オープニングテーマ
「DARAKENA」
作詞 - 岩里祐穂 / 作曲・編曲 - manzo / 歌 - 野水いおり
第1期
「漆黒を塗りつぶせ」
作詞 - 真名杏樹 / 作曲・編曲 - manzo / 歌 - 野水いおり
第2期

#### エンディングテーマ
「快楽原理」
作詞 - 真名杏樹 / 作曲 - manzo / 編曲 - 尾澤拓実 / 歌 - coffin princess（安済知佳、藏合紗恵子、牧野由依）
第1期
「ワタシハオマエノナカニイル」
作詞 - 真名杏樹 / 作曲 - manzo / 編曲 - 尾澤拓実 / 歌 - coffin princess（安済知佳、藏合紗恵子、野水伊織）
第2期

### 評価
アメリカのアニメ評価サイト「Anime Trending」が主催した「第1回 Anime Trending Awards」ではSUPERNATURAL ANIME OF THE YEAR部門で7位を獲得している。

### 各話リスト
| 話数   | サブタイトル           | 脚本              | 絵コンテ                     | 演出                      | 作画監督                                                        |       |
| 第1期  | 第1期                  | 第1期             | 第1期                        | 第1期                     | 第1期                                                           | 第1期 |
| ------ | ---------------------- | ----------------- | ---------------------------- | ------------------------- | --------------------------------------------------------------- | ----- |
| 第1話  | 棺かつぐ少女           | 待田堂子          | 増井壮一                     | 綿田慎也                  | 新井伸浩                                                        |       |
| 第2話  | 怠け者の選択           | 待田堂子          | 増井壮一                     | 塚田拓郎                  | 服部聰志                                                        |       |
| 第3話  | 英雄の棲む森           | 待田堂子          | 三條なみみ                   | 佐々木純人                | 菅野宏紀                                                        |       |
| 第4話  | ドラグーンの願い       | 待田堂子          | 小林孝志 増井壮一            | 千葉大輔                  | 下條祐未                                                        |       |
| 第5話  | 追う者追われる者       | 土屋理敬          | 増井壮一                     | 野亦則行                  | 大城勝、徳岡紘平                                                |       |
| 第6話  | 紅と白と               | 土屋理敬          | 大橋誉志光                   | 綿田慎也                  | 菅野宏紀、服部聰志 田中亜優                                     |       |
| 第7話  | 還らずの谷             | 土屋理敬          | 塚田拓郎 増井壮一            | 塚田拓郎                  | 大城勝、大貫健一 徳岡紘平                                       |       |
| 第8話  | 気やすめの帝国         | 待田堂子          | 三條なみみ                   | 宮原秀二                  | 諏訪真弘、菅野宏紀 服部聰志、田中亜優                           |       |
| 第9話  | 記憶の値うち           | 待田堂子          | 三條なみみ                   | 五味伸介                  | 日下部智津子                                                    |       |
| 第10話 | 天征く要塞             | 土屋理敬          | 大橋誉志光                   | 布施康之                  | 下條祐未、飯飼一幸                                              |       |
| 第11話 | 偽りの姫君             | 土屋理敬          | 寺岡巌                       | 三浦陽 池添隆博           |                                                                 |       |
| 第12話 | 遺されしもの           | 土屋理敬          | 増井壮一                     | 塚田拓郎 山岸大悟         | 諏訪真弘、菅野宏紀 服部聰志、田中亜優 大貫健一、小森高博        |       |
| 第2期  |                        |                   |                              |                           |                                                                 |       |
| 第1話  | 遺体あつめる皇女       | 待田堂子          | 安藤真裕                     | 野亦則行                  | 永作友克、徳岡紘平                                              |       |
| 第2話  | ウイザードの矜持       | 待田堂子          | 三條なみみ                   | 宮原秀二                  | 菅野宏紀、服部聰志                                              |       |
| 第3話  | 迷夢憶えし港           | 土屋理敬          | 長尾ミナミ                   | 塚田拓郎                  | 大城勝、竹内旭                                                  |       |
| 第4話  | 蠢く島                 | 土屋理敬          | 数井浩子 池添隆博            | 菱川直樹                  | 大津直、松岡秀明                                                |       |
| 第5話  | 皇帝の遺産             | 土屋理敬          | 吉田泰三                     | 山岸大悟                  | 徳岡紘平、永作友克                                              |       |
| 第6話  | 狂気の城               | 待田堂子          | 長尾ミナミ                   | 塚田拓郎                  | 菅野宏紀、服部聰志                                              |       |
| 第7話  | 黒い思惑               | 待田堂子          | 三條なみみ                   | 佐藤育郎                  | 伊部由起子、宗崎暢芳 竹内旭                                     |       |
| 第8話  | 闘争の鐘               | 待田堂子          | 村田俊治 三條なみみ 宮原秀二 | 宮原秀二 いとがしんたろー | 徳岡紘平、永作友克 石野聡                                       |       |
| 第9話  | 戦まねく玉座           | 待田堂子          | 安藤真裕                     | 山岸大悟                  | 服部聰志、諏訪真弘 宗崎暢芳、菅野宏紀                           |       |
| 第10話 | 機杖（ガンド）担う少女 | 待田堂子          | 増井壮一                     | 塚田拓郎 増井壮一         | 新井伸浩、永作友克 小森高博、竹内旭 徳岡紘平、伊部由起子 石野聡 |       |
| OVA    | 狙われた棺             | 土屋理敬 待田堂子 | 五十嵐卓哉                   | えんどうてつや            | 新井伸浩、諏訪真弘                                              |       |
| OVA    | 蘇る遺跡               | 土屋理敬 待田堂子 | 五十嵐卓哉                   | えんどうてつや            | 新井伸浩、諏訪真弘                                              |       |

### 放送局
| 放送地域 | 放送局        | 放送期間                  | 放送日時                     | 放送系列       | 備考           |
| 第1期    | 第1期         | 第1期                     | 第1期                        | 第1期          | 第1期          |
| -------- | ------------- | ------------------------- | ---------------------------- | -------------- | -------------- |
| 東京都   | TOKYO MX      | 2014年4月10日 - 6月26日   | 木曜 1:05 - 1:35（水曜深夜） | 独立局         |                |
| 兵庫県   | サンテレビ    | 2014年4月10日 - 6月26日   | 木曜 1:30 - 2:00（水曜深夜） | 独立局         |                |
| 福岡県   | TVQ九州放送   | 2014年4月10日 - 6月26日   | 木曜 2:40 - 3:10（水曜深夜） | テレビ東京系列 |                |
| 千葉県   | チバテレ      | 2014年4月11日 - 6月27日   | 金曜 1:00 - 1:30（木曜深夜） | 独立局         |                |
| 埼玉県   | テレ玉        | 2014年4月11日 - 6月27日   | 金曜 1:05 - 1:35（木曜深夜） | 独立局         |                |
| 岐阜県   | 岐阜放送      | 2014年4月11日 - 6月27日   | 金曜 1:45 - 2:15（木曜深夜） | 独立局         |                |
| 三重県   | 三重テレビ    | 2014年4月11日 - 6月27日   | 金曜 2:20 - 2:50（木曜深夜） | 独立局         |                |
| 神奈川県 | tvk           | 2014年4月12日 - 6月28日   | 土曜 1:15 - 1:45（金曜深夜） | 独立局         |                |
| 日本全域 | BS11          | 2014年4月12日 - 6月28日   | 土曜 3:00 - 3:30（金曜深夜） | BS放送         | 『ANIME+』枠   |
| 日本全域 | GYAO!         | 2014年4月13日 - 6月29日   | 日曜 0:00 更新               | ネット配信     |                |
| 日本全域 | dアニメストア | 2014年4月13日 - 6月29日   | 日曜 12:00 更新              | ネット配信     | 製作委員会参加 |
| 第2期    |               |                           |                              |                |                |
| 東京都   | TOKYO MX      | 2014年10月9日 - 12月11日  | 木曜 1:05 - 1:35（水曜深夜） | 独立局         |                |
| 兵庫県   | サンテレビ    | 2014年10月9日 - 12月11日  | 木曜 1:30 - 2:00（水曜深夜） | 独立局         |                |
| 福岡県   | TVQ九州放送   | 2014年10月9日 - 12月11日  | 木曜 2:40 - 3:10（水曜深夜） | テレビ東京系列 |                |
| 千葉県   | チバテレ      | 2014年10月10日 - 12月12日 | 金曜 1:00 - 1:30（木曜深夜） | 独立局         |                |
| 埼玉県   | テレ玉        | 2014年10月10日 - 12月12日 | 金曜 1:05 - 1:35（木曜深夜） | 独立局         |                |
| 岐阜県   | 岐阜放送      | 2014年10月10日 - 12月12日 | 金曜 1:45 - 2:15（木曜深夜） | 独立局         |                |
| 三重県   | 三重テレビ    | 2014年10月10日 - 12月12日 | 金曜 2:20 - 2:50（木曜深夜） | 独立局         |                |
| 神奈川県 | tvk           | 2014年10月11日 - 12月13日 | 土曜 1:15 - 1:45（金曜深夜） | 独立局         |                |
| 日本全域 | BS11          | 2014年10月11日 - 12月13日 | 土曜 3:00 - 3:30（金曜深夜） | BS放送         | 『ANIME+』枠   |

### BD / DVD
| 巻 | 発売日         | 収録話          | 規格品番  | 規格品番   | 規格品番   |
| 巻 | 発売日         | 収録話          | BD        | DVD限定版  | DVD通常版  |
| -- | -------------- | --------------- | --------- | ---------- | ---------- |
| 1  | 2014年6月27日  | 第1話 - 第2話   | KAXA-7081 | KABA-10240 | KABA-10246 |
| 2  | 2014年7月25日  | 第3話 - 第4話   | KAXA-7082 | KABA-10241 | KABA-10247 |
| 3  | 2014年8月29日  | 第5話 - 第6話   | KAXA-7083 | KABA-10242 | KABA-10248 |
| 4  | 2014年9月26日  | 第7話 - 第8話   | KAXA-7084 | KABA-10243 | KABA-10249 |
| 5  | 2014年10月31日 | 第9話 - 第10話  | KAXA-7085 | KABA-10244 | KABA-10250 |
| 6  | 2014年11月28日 | 第11話 - 第12話 | KAXA-7086 | KABA-10245 | KABA-10251 |

| 巻 | 発売日         | 収録話         | 規格品番  | 規格品番   | 規格品番   |
| 巻 | 発売日         | 収録話         | BD        | DVD限定版  | DVD通常版  |
| -- | -------------- | -------------- | --------- | ---------- | ---------- |
| 1  | 2014年12月26日 | 第1話 - 第2話  | KAXA-7181 | KABA-10299 | KABA-10304 |
| 2  | 2015年1月30日  | 第3話 - 第4話  | KAXA-7182 | KABA-10300 | KABA-10305 |
| 3  | 2015年2月27日  | 第5話 - 第6話  | KAXA-7183 | KABA-10301 | KABA-10306 |
| 4  | 2015年3月27日  | 第7話 - 第8話  | KAXA-7184 | KABA-10302 | KABA-10307 |
| 5  | 2015年4月24日  | 第9話 - 第10話 | KAXA-7185 | KABA-10303 | KABA-10308 |

### Webラジオ
『棺音（ラジオ）のチャイカ』のタイトルで2014年4月18日から12月26日までHiBiKi Radio Stationにて配信された。毎週金曜更新。間島淳司（トール・アキュラ 役）、安済知佳（チャイカ・トラバント 役）による「side チームチャイカ」と、野水伊織（ヴィヴィ・ホロパイネン 役）、幸田夢波（ズィータ・ブルザスコ 役）による「side チームジレット」が毎週交互にパーソナリティを担当。第13回（2014年7月18日放送分）よりリニューアルし、メインパーソナリティの安済がゲストパーソナリティを毎回迎える構成となり隔週金曜配信となった。アニメ第2期スタート後の第19回（2014年10月10日放送分）からは安済と間島の2人がパーソナリティを務める体制に再編成された。

#### ゲスト
- 第9回（2014年6月13日）- 原優子（アカリ・アキュラ 役）
- 第10回（2014年6月20日） - 細谷佳正（アルベリック・ジレット 役）
- 第13回（2014年7月18日） - 野水伊織（ヴィヴィ・ホロパイネン 役）
- 第14回（2014年8月1日） - 幸田夢波（ズィータ・ブルザスコ 役）
- 第15回（2014年8月15日） - 牧野由依（レイラ 役）、藏合紗恵子（チャイカ・ボフダーン 役）
- 第16回（2014年8月29日） - 原優子（アカリ・アキュラ 役）
- 第17回（2014年9月12日） - 田村淳一郎（プロデューサー）、渡辺マコト（アニメーションプロデューサー）
- 第18回（2014年9月26日） - 間島淳司（トール・アキュラ 役）、原優子（アカリ・アキュラ 役）
- 第22回（2014年10月31日） - 藏合紗恵子（チャイカ・ボフダーン 役）、ブリドカットセーラ恵美（セルマ・ケンワース 役）
- 第24回（2014年11月14日） - 野水伊織（ヴィヴィ・ホロパイネン 役）、幸田夢波（ズィータ・ブルザスコ 役）
- 第25回（2014年11月21日） - 平井祥恵（ニーヴァ 役）
- 第29回（2014年12月19日） - 原優子（アカリ・アキュラ 役）
- 第30回（2014年12月26日） - 原優子（アカリ・アキュラ 役）

## ゲーム
ファンタジア・リビルド
2020年12月17日より配信されているPC / iOS / Android用アプリゲーム。
ファンタジア文庫作品のクロスオーバーRPGであり、リリース時より本作のキャラクターが登場する。